# Antropocentrizam
Antropocentrizam (starogrčki: άνθρωπος: antropos - čovjek, ljudsko biće + κέντρον: kentron - centar) je naziv za ideologiju ili općeniti stav da je čovjek superioran prirodi ili njen najvažniji i najvrijedniji dio. Antropocentristi vjeruju da je čovjek nije ravnopravan drugim stvorenjima, nego da ima pravo upravljati nad florom, faunom i općenito Zemljom. Antropocentrizam se kao stav osobito razvio među abrahamskim religijama, pa tako Stari zavjet opisuje kako je Jahve stvorio čovjeka da bude gospodar svim drugim bićima.
Koncept antropocentrizma je došao pod žestoku kritiku od ekologa, pogotovo poklonika duboke ekologije koji ga smatraju "sebičnim". 
Antropocentrizam u svom užem, i rjeđem, značenju označava stav kakav se pojavljuje u djelima znanstvene fantastike koja špekuliraju o susretu čovječanstva s vanzemaljskim stvorenjima i civilizacijama i pretpostavlja da će se u tim slučajevima čovječanstvo pokazati tehnički, moralni ili na neki drugi način nadmoćnim.